# Colombar des Andaman
Treron chloropterus
Espèce
Statut de conservation UICN

 NT  : Quasi menacé
Le Colombar des Andaman (Treron chloropterus) est une espèce d'oiseaux de la famille des Columbidae.

## Distribution
Cette espèce est endémique des îles Andaman-et-Nicobar en Inde.